# 上官儀
上官 儀（じょうかん ぎ、608年 - 664年）は、7世紀の中国唐代の詩人・政治家。字は游韶。陝州陝県の出身。本貫は隴西郡上邽県。曾祖父は北周の定襄郡太守の上官迴。祖父は北周の豳州刺史の上官賢。父は隋の江都宮副監の上官弘。子は上官庭芝・上官庭璋。孫娘は女流詩人の上官婉児。

## 略歴
幼少時にわけがあって沙門（僧侶）とされ、釈典に通じ、加えて経史を渉猟し、文を善くする。貞観初年に進士に及第し、太宗に召され、弘文館直学士に任じられ、秘書郎に進んでいる。太宗は文を著すたびに、上官儀に目を通させたという。また、『晋書』の撰に関与し、完成後、起居郎に転じ、高宗即位の後は秘書少監に任命される。さらに、龍朔2年（662年）に銀青光禄大夫・西台侍郎・同東西台三品に進んだ。
上官儀は、文詞、とりわけ六朝風の五言詩に秀でており、その多くの作品は皇帝の命に応じて作られたものである。その詩風は詞彩自達、綺錯婉媚をもって本としており、声律と対偶を重んじている。貴族・高官の間でその詩体をならうものが続出し、当時の人はこれを上官体と称している。また、対句の法を定め、対仗の方法を「六対」・「八対」に帰納し、律詩の成立にも貢献している。
則天武后の横暴が露わになり、禁中に出入りをしていた郭行真という道士が呪術を為したと、宦官の王伏勝が告発したのに高宗は立腹し、上官儀を召し出して相談した。上官儀は皇帝のために詔を得て、武后を廃そうとしたが、これがかえって武后の知るところとなり、武后に深く恨まれ、麟徳元年（664年）12月、梁王李忠の疑獄に連座し、讒言に遭い、獄中で没し、その家屋・財産は没収された。中宗の時期、中書令・秦州都督・楚国公を追贈された。
詩文集30巻は日本にも伝わったといわれるが、現存しているは「入朝洛堤歩月」など詩20首だけであり、『全唐詩』に1巻が残されている。

## 伝記史料
- 『旧唐書』巻105 列伝第三十 上官儀
- 『新唐書』巻80 列伝第三十 上官儀
- 『資治通鑑』巻201